# Llista de peixos del riu Ombrone
Aquesta llista de peixos del riu Ombrone inclou 28 espècies de peixos que es poden trobar actualment al riu Ombrone ordenades per l'ordre alfabètic de llur nom científic.

## A
- Alburnus arborella
- Alosa agone
- Ameiurus melas
- Anguilla anguilla

## B
- Barbus barbus
- Barbus caninus
- Barbus tyberinus

## C

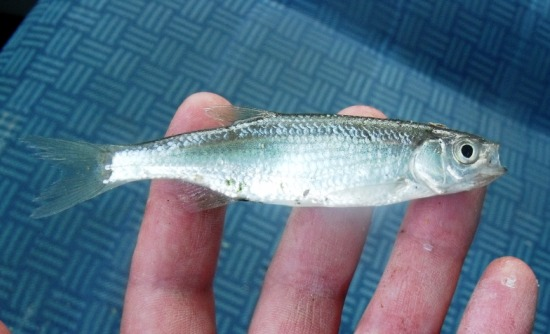
Alburnus arborella

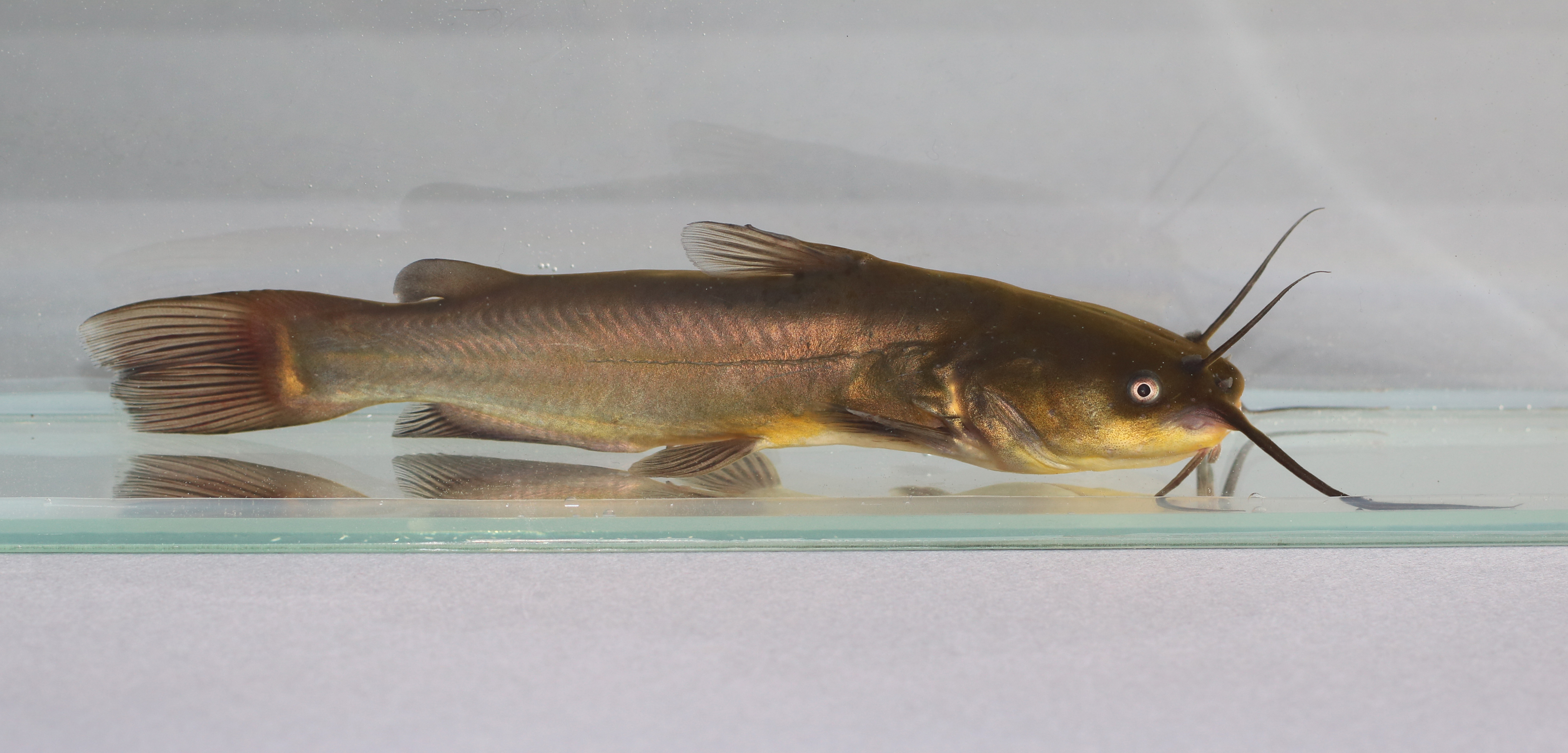
Peix gat negre (Ameiurus melas)

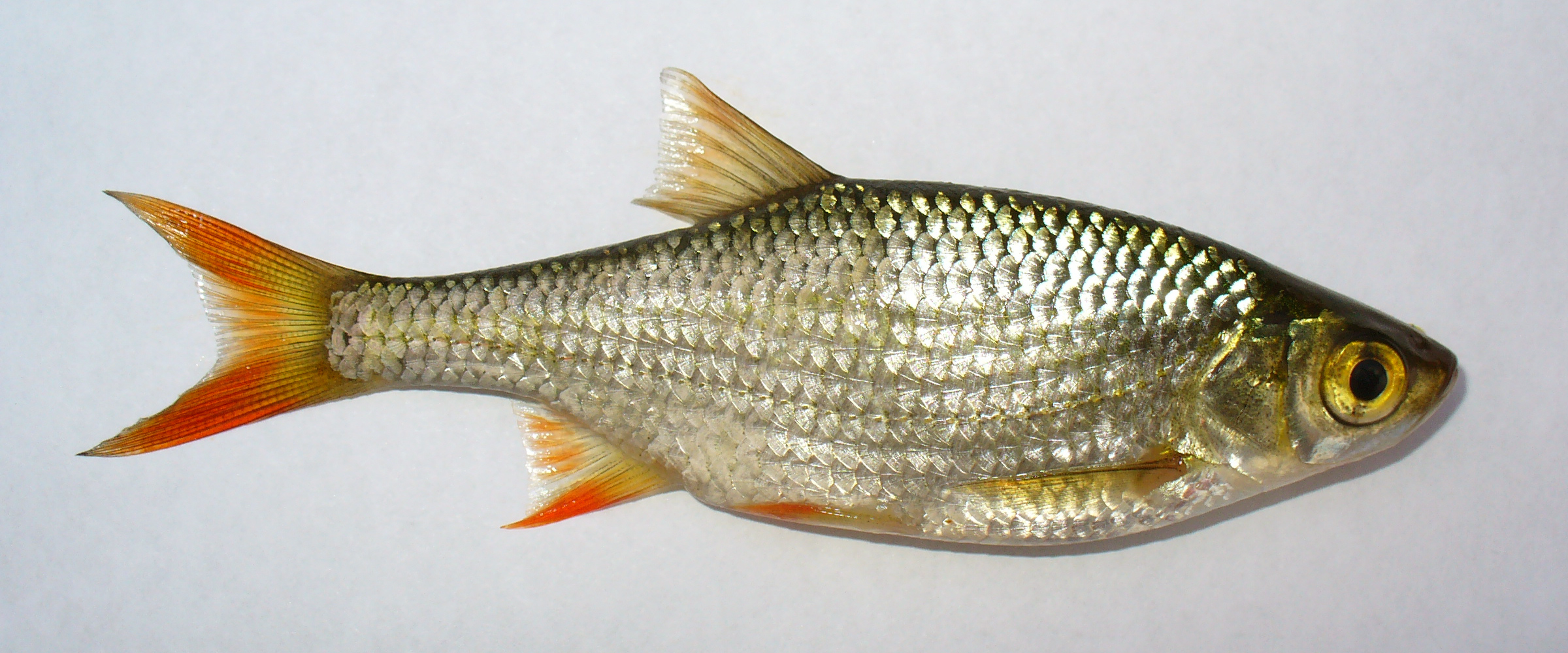
Gardí (Scardinius erythrophthalmus)

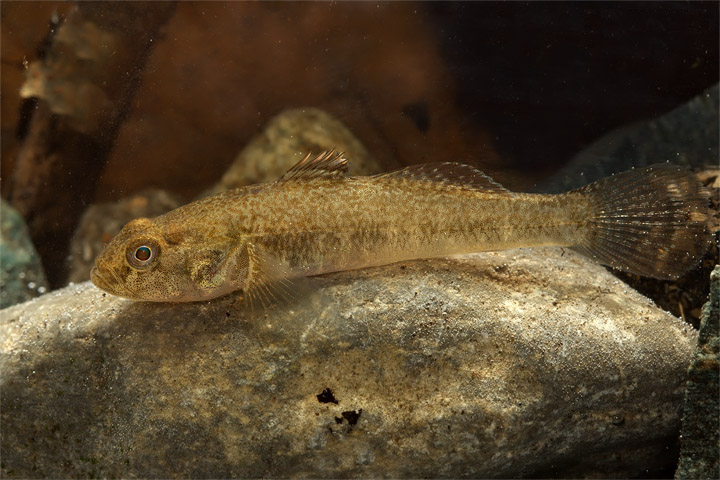
Padogobius bonelli

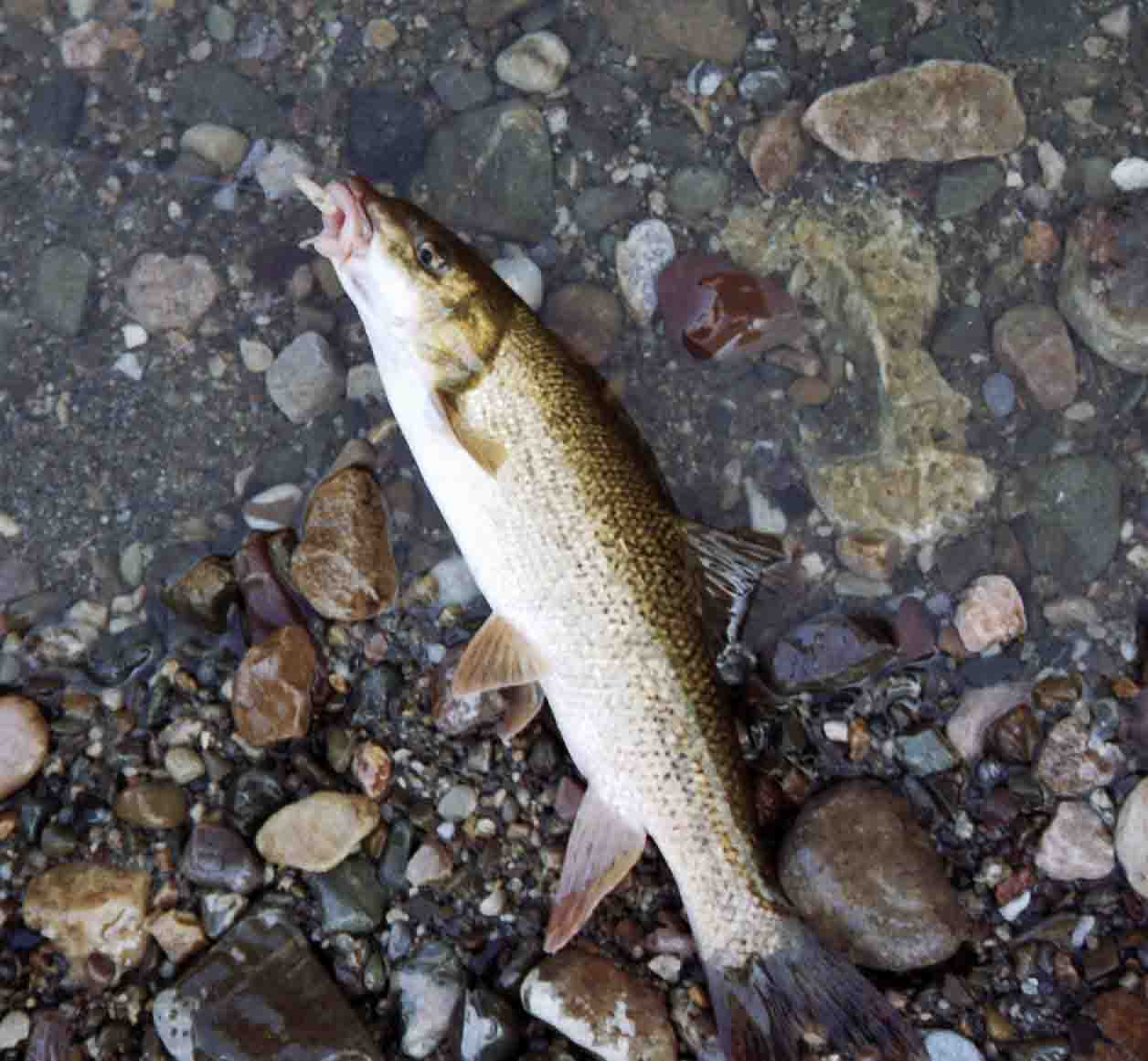
Barbus tyberinus

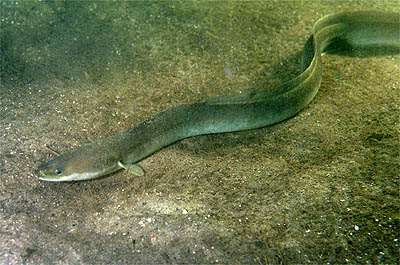
Anguila (Anguilla anguilla)

- Carassius auratus
- Cobitis bilineata
- Cyprinus carpio

## E
- Esox lucius

## I
- Ictalurus punctatus[1]

## L
- Lepomis gibbosus
- Leucos aula
- Luciobarbus graellsii

## P
- Padogobius bonelli
- Padogobius nigricans
- Protochondrostoma genei
- Pseudorasbora parva

## R
- Romanogobio benacensis

## S
- Sabanejewia larvata
- Salmo trutta
- Sarmarutilus rubilio
- Scardinius erythrophthalmus
- Squalius cephalus
- Squalius lucumonis

## T
- Telestes muticellus
- Tinca tinca[2]